# Veglie
Veglie är en ort och kommun i provinsen Lecce i regionen Apulien i Italien. Kommunen hade 13 947 invånare (2017).